# 广州市第七十六中学
广州市第七十六中学位于中国广州市江南大道中隔山新街22号，是一所全日制中学。
学校创建于1968年10月，2007年增挂岭南画派纪念中学校名。